# Elisabeth Rechlin
Elisabeth Rechlin (* 24. März 1930 in Bochum; † 26. Mai 2021 in Hannover; Ehename: Elisabeth Bode) war eine deutsche Schwimmerin.

## Leben und Karriere
Rechlin war in ihrer aktiven Zeit bei Blau-Weiß Bochum. Sie schwamm bei den Olympischen Sommerspielen 1952 in Helsinki für die deutsche Damenauswahl in der Disziplin 100 Meter Freistil und qualifizierte sich in der ersten Runde mit Rang drei für das Halbfinale, nahm dann jedoch nicht am Finale teil, da sie als Achtplatzierte ausschied. Ferner nahm sie am Staffelschwimmen über viermal hundert Meter teil und zog dort ins Finale ein. Elisabeth Rechlin war mit dem Wasserballnationalspieler Wilfried Bode verheiratet. Am 26. Mai 2021 verstarb Elisabeth Bode im Alter von 91 Jahren in Hannover.

## Erfolge
- 1950: Deutsche Freiwassermeisterschaften – Siegerin 100 m + 400 m Freistil
- 1950 + 1951: Rheinstrommeisterschaften – Siegerin Frauen[2]
- 1951: Deutsche Hallenmeisterschaften – Siegerin 100 m (1:10,8 Minuten) + 400 m (5:55,5 Minuten) Freistil[3]
- 1952: Deutsche Freiwassermeisterschaften Siegerin 100 m + 400 m Freistil
- 1952: Deutsche Hallenmeisterschaften – Siegerin 100 m + 400 m Freistil
- 1952: Olympiateilnehmerin in Helsinki, Ausschied im Zwischenlauf[4]
- 1953: Deutsche Hallenmeisterschaften – Siegerin 100 m
- 1954: Schwimmeuropameisterschaften – 3. Platz mit der 4-mal-100-Meter-Kraulstaffel